# Joanne Radao
Joanne Rina Radaoarisoa dit Joanne Radao est une auteure-compositrice-interprète, chanteuse et musicienne franco-malgache, née le 1er juin 1991 à Clamart en France.

## Biographie

### Jeunesse et formation
Joanne Rina Radaoarisoa est née en 1991 à Clamart dans les Hauts-de-Seine. Ses parents sont tous deux nés à Madagascar. Son père a pour ascendant Rabiby, roi yémenite qui vécut dans le village d’Ambohidrabiby, situé dans les montagnes sacrées du Royaume Imerina. La famille de sa mère est quant à elle originaire des villes de Marseille et d’Antsirabe. 
Joanne grandit avec des parents mélomanes, c’est pourquoi son père l'inscrit à l’éveil musical dès l’âge de 4 ans,au conservatoire de Fontenay-aux-Roses. Elle s'intéresse à la musique, puis commence à écrire et composer discrètement ses premières chansons.
Durant son enfance, Joanne Radao passe plusieurs étés à Madagascar dans la maison de sa grand-mère maternelle. Ses passages dans la maison familiale lui permettent d’y découvrir ses racines et la culture malagasy.
À 21 ans, elle fait un voyage marquant de 3 mois à New York et participe à son premier open-mic au Caffe Vivaldi (en) à Greenwich village. Pendant cette période, elle s’initie au beatmaking et commence à poser sur les prods de son cousin le producteur Sky Mike, depuis installé à New York,.
En 2017, Joanne Radao retourne avec toute sa famille à Madagascar pour une cérémonie très importante et très rare dans la vie d’un malagasy : le famadihana (ou "retournement des morts") de son grand-père.
Parallèlement à la musique, Joanne Radao poursuit ses études au lycée Marie-Curie à Sceaux. Elle obtient ensuite une licence de droit public, puis un master en management de la culture spécialisée en conduite de projets musique et cinéma. 

### Carrière

#### Production
Après ses études, Joanne Radao débute en tant qu’assistante booking et production chez Olivier Poubelle (Astérios Spectacles).
Elle poursuit sa carrière dans la production en tant que chargée de projets junior chez Kwaidan Records, le label créé par Marc Collin qui est également le fondateur de Nouvelle Vague.
Joanne Radao devient ensuite la cheffe d’édition de l’émission quotidienne et musicale Alcaline – Saison 5 sur France 2 dont le parrain est Stromae. A la fin de la saison, Joanne Radao décide de créer avec sa sœur la société de production Chapô afin de lancer son propre projet musical en indépendant.

#### Musique
Joanne Radao co-fonde en 2018 le projet Mora Mora, à la suite d’un accident. Le groupe sort un EP en 2018 et est élu “coup de cœur de la rédaction” du Rolling Stone Magazine. Le projet s’arrête en 2020.
L’année 2022 marque pour Joanne Radao le début de son projet solo ainsi que son retour sur scène. Elle présente son projet live à la Grande Party en mars 2022,.
Le 1er juin 2022 elle assure la première partie de l’artiste britannique Emeli Sandé dans l’emblématique salle parisienne de La Cigale.
Son premier single Diego Suarez sort le 18 janvier 2023. Il est diffusé pour la première fois en radio nationale sur France Inter le soir même dans l’émission “Côté Club” présentée par Laurent Goumarre et Marion Guilbaud. Joanne Radao y est ainsi adoubée par Keziah Jones alors invité principal de l’émission. Le titre intègre par la suite la playlist de nuit de Thierry Dupin sur France Inter.
Dans le cadre de la promo de son premier single, Joanne Radao se produit à la soirée Meuf Tech au 6B,.
Le 8 mars 2023, sort son premier clip De bois et de fumée,. Ce second titre entre en rotation sur FIP radio et RFi. Il traverse les continents, le projet est en effet remarqué par la presse malagasy,.
Dans la continuité de son travail sur sa double culture et de son engagement pour la représentation Joanne participe au showcase Ampela Night à la Recyclerie aux côtés de l’association Malagasy Women Empowerment.
L’EP Fety, sorti en avril 2023 lui vaut l’attention des médias français ,: Joanne Radao participe notamment à l’émission de Daphné Burki et Raphäl Yem sur Culturebox et France 4.
Dans cet EP, Joanne Radao collabore avec l’artiste malagasy Rajery.
A 12 000 km de la France, la musique de Joanne Radao est aussi plébiscitée par les médias malagasy avec des apparitions à la télé, dans la presse et en radio nationales,.
En 2023 Joanne Radao joue complet au Pop-Up du Label en avril, et dans la prestigieuse salle des Trois Baudets en mai.
Joanne est invitée à faire la première partie de la chanteuse malienne Fatoumata Diawara devant 5000 personnes pour la fête de la musique au parc Roger Salengro à Clichy,.
Dans le cadre de sa release party, elle se produit le 9 septembre au Hasard Ludique, à la Gare de l'avenue de Saint-Ouen.
Joanne Radao intègre la sélection du Chantier des Francofolies de La Rochelle en 2024,,. Elle participe également au Bise Festival,, ainsi qu’à l'Emergence Day du Festival Chorus,. 
Elle fait partie de la programmation de la 40e édition des Francofolies, où elle joue le 12 juillet sur la scène de La Coursive - Théâtre Verdière, avant Blick Bassy.

#### Cinéma
Joanne Radao participe à la musique du court-métrage “She is OH OH” de la réalisatrice Léa Reguillot. Sélectionné au Florida Film Festival, il remporte le prix du public du Best International Short.

## Discographie
- Janvier 2023 : Diego Suarez (single)
- Mars 2023 : De bois et de fumée (single)
- Avril 2023 : Fety (EP)
- Septembre 2023 : Cities Are Burning Live (single)